# Pont-canal du Fresquel
Le pont-canal du Fresquel est un pont-canal en arc situé près de Carcassonne dans le département de l'Aude. Avant sa construction, le canal croisait à niveau le Fresquel, un affluent de l'Aude. Sa construction s'est déroulée entre 1802 et 1810 lorsque le canal du Midi a été détourné de sa trajectoire originelle pour passer dans le centre-ville de Carcassonne.